# 新星電台

电台标识

新星電台（芬蘭語：Radio Nova）是芬兰的广播频道，於1997年成立。當時是芬蘭唯一的全國性商業廣播公司，被視為芬蘭廣播行業的一個里程碑。2015年12月，Bonnier和Proventus將新星電台出售給鮑爾媒體集團。
新星電台是芬兰收听人数最多的商业广播電台，每周有1,264,000名听众，相當於芬蘭25.6%的人口。该电台面向对象为25至44岁的听众，专注播放流行音乐，每逢整点时播放新闻简报。新星电台也偏重交通信息。除了播放与交通有关的信息，电台还在周五及周日播放名为（旅途中的新星电台）专注交通的节目。